# Duy Vinh
Duy Vinh là một xã thuộc huyện Duy Xuyên, tỉnh Quảng Nam, Việt Nam.
Xã Duy Vinh có diện tích 10,07 km², dân số năm 2019 là 10.316 người, mật độ dân số đạt 1.024 người/km².